# Rimforsa landsfiskalsdistrikt
Rimforsa landsfiskalsdistrikt var 1941-1951 ett landsfiskalsdistrikt i Östergötlands län, bildat när Sveriges nya indelning i landsfiskalsdistrikt trädde i kraft den 1 oktober 1941, enligt kungörelsen den 28 juni 1941. Detta distrikt bildades genom sammanslagning av hela Kinda norra landsfiskalsdistrikt och mindre delen av Kinda södra landsfiskalsdistrikt som hade bildats den 1 januari 1918 när Sveriges första indelning i landsfiskalsdistrikt trädde i kraft. När Sveriges nya indelning i landsfiskalsdistrikt trädde i kraft den 1 januari 1952 (enligt kungörelsen 1 juni 1951) upplöstes distriktet och dess område delades mellan landsfiskalsdistrikten Kisa och Valkebo.
Landsfiskalsdistriktet låg under länsstyrelsen i Östergötlands län.

## Ingående områden
Kommunerna Hägerstad, Kättilstad, Oppeby, Vårdnäs och Tjärstad hade tidigare tillhört det upplösta Kinda norra landsfiskalsdistrikt och kommunerna Horn och Hycklinge hade tidigare tillhört det upplösta Kinda södra landsfiskalsdistrikt.

### Från 1 oktober 1941
Kinda härad:
- Horns landskommun
- Hycklinge landskommun
- Hägerstads landskommun
- Kättilstads landskommun
- Oppeby landskommun
- Vårdnäs landskommun
- Tjärstads landskommun